# Ulmer (Carolina del Sud)
Ulmer è un comune degli Stati Uniti d'America, situato in Carolina del Sud, nella contea di Allendale.